# Jamtland Republicans

Jamtland Republicans använder sig av Republiken Jamtlands flagga och färger, blått, vitt och grönt.

Jamtland Republicans är en amerikansk fotbollsförening från Östersund i Jämtland. Föreningen bildades 1988 och kom in i Superserien 2001 men degraderades direkt. 2004 kom laget tillbaka till den högsta divisionen och fick en treårig sejour i denna – tills en ekonomisk katastrof uppstod då laget betalade ut löner till utländska spelare för pengar som föreningen inte hade och var nära att gå i konkurs. Föreningen kunde fortsätta sin verksamhet genom att tvångsnedflyttas till andradivisionen. Sedan 2015 har inte Jamtland Republicans spelat seriespel då brist på ledare innebär att föreningen nu går på sparlåga. Förhoppning finns om att få starta upp verksamhet igen, då med fokus på juniorer.
Förutom A-laget har föreningen även U–19-, U–17- och U–15-lag samt peewee (ungdomsligor). På ungdoms-/juniorsidan har föreningen meriter som ett SM-guld 2001 för U–16 samt SM-silver för U–19 2007 och 2008. Hemmaarenan är Lövsta IP i Östersund.